# 마에다 미유키
마에다 미유키(前田美順, 1985년 10월 14일 ~ )은 여자 복식을 주종목으로 하고 있는 일본의 배드민턴 선수다. 가키와 레이카가 파트너이며 2014년 9월 여자복식 세계랭킹 5위이다.